# Миколаївська сільська рада (Білгород-Дністровський район)
Микола́ївська сільська́ ра́да — колишня адміністративно-територіальна одиниця та орган місцевого самоврядування в Білгород-Дністровському районі Одеської області. Адміністративний центр — село Миколаївка.

## Загальні відомості
Миколаївська сільська рада утворена в 1965 році.
- Територія ради: 79,796 км²
- Населення ради: 1 516 осіб (станом на 2001 рік)

## Населені пункти
Сільській раді підпорядковані населені пункти:
- с. Миколаївка

## Населення
Згідно з переписом 1989 року населення села становило 1095 осіб, з яких 474 чоловіки та 621 жінка.
За переписом населення 2001 року в селі мешкало 1507 осіб.

### Мова
Розподіл населення за рідною мовою за даними перепису 2001 року:
| Мова       | Відсоток |
| ---------- | -------- |
| українська | 92,02 %  |
| російська  | 7,06 %   |
| молдовська | 0,59 %   |
| гагаузька  | 0,2 %    |
| болгарська | 0,07 %   |
| угорська   | 0,07 %   |

## Склад ради
Рада складалася з 16 депутатів та голови.
- Голова ради:
- Секретар ради: Лампіга Людмила Леонідівна

### Керівний склад попередніх скликань
| Прізвище, ім'я, по батькові | Основні відомості                                    | Дата обрання | Дата звільнення |
| --------------------------- | ---------------------------------------------------- | ------------ | --------------- |
| Стойков Микола Іванович     | Сільський голова, 1970 року народження, безпартійний | 26.03.2006   | 31.10.2010      |

Примітка: таблиця складена за даними сайту Верховної Ради України

### Депутати
За результатами місцевих виборів 2010 року депутатами ради стали:

#### За суб'єктами висування
| Суб'єкт висування | Кількість обраних депутатів | %  |
| ----------------- | --------------------------- | -- |
| Самовисування     | 12                          | 75 |
| Партія регіонів   | 4                           | 25 |

#### За округами
| № округу        | Прізвище, ім'я, по батькові    | Дата визнання обраним | Освіта             | Партійна приналежність             | Відомості про обраного депутата                                            |
| --------------- | ------------------------------ | --------------------- | ------------------ | ---------------------------------- | -------------------------------------------------------------------------- |
| Партія регіонів |                                |                       |                    |                                    |                                                                            |
| 4               | Куриляк Лариса Василівна       | 03.11.2010            | середня спеціальна | член Партії регіонів               | СК «Миколаївка», інженер-будівельник                                       |
| 8               | Панченко Сергій Андрійович     | 03.11.2010            | середня спеціальна | член Партії регіонів               | тимчасово не працює                                                        |
| 9               | Сметанкіна Раїса Михайлівна    | 03.11.2010            | середня спеціальна | член Партії регіонів               | тимчасово не працює                                                        |
| 16              | Пастернак Наталія Михайлівна   | 03.11.2010            | середня спеціальна | член Партії регіонів               | Миколаївська амбулаторія загальної практики — сімейної медицини, фельдшер  |
| Самовисування   |                                |                       |                    |                                    |                                                                            |
| 1               | Кузьменко Ольга Петрівна       | 03.11.2010            | середня спеціальна | позапартійна                       | СК «Миколаївка», головний зоотехнік                                        |
| 2               | Басько Тетяна Вікторівна       | 03.11.2010            | середня спеціальна | позапартійна                       | відділ зв'язку, поштар                                                     |
| 3               | Лампіга Людмила Леонідівна     | 03.11.2010            | середня спеціальна | позапартійна                       | Миколаївська сільська рада, секретар                                       |
| 5               | Назаренко Сергій Павлович      | 03.11.2010            | середня спеціальна | позапартійний                      | СК «Миколаївка», водій                                                     |
| 6               | Погорєлова Надія Олександрівна | 03.11.2010            | середня спеціальна | позапартійна                       | Миколаївська сільська рада, бухгалтер                                      |
| 7               | Фоменко Наталія Іванівна       | 03.11.2010            | вища               | позапартійна                       | Миколаївський навчально-виховний комплекс, директор                        |
| 10              | Сорока Анатолій Васильович     | 03.11.2010            | середня спеціальна | член Соціалістичної партії України | пенсіонер                                                                  |
| 11              | Круч Катерина Іванівна         | 03.11.2010            | вища               | позапартійна                       | Миколаївська сільська рада, касир                                          |
| 12              | Фоменко Дмитро Володимирович   | 03.11.2010            | середня спеціальна | позапартійний                      | тимчасово не працює                                                        |
| 13              | Постирнак Віктор Федорович     | 03.11.2010            | середня спеціальна | позапартійний                      | тимчасово не працює                                                        |
| 14              | Дубчак Галина Леонідівна       | 03.11.2010            | вища               | позапартійна                       | соціальна відпустка                                                        |
| 15              | Рочинська Олена Валентинівна   | 03.11.2010            | середня спеціальна | позапартійна                       | Миколаївська амбулаторія загальної практики — сімейної медицини, медсестра |